# Гончаров, Виктор Михайлович
Виктор Михайлович Гончаров (наст. имя Семён; 7 сентября 1920, Екатеринодар, Кубано-Черноморская область, РСФСР — 13 мая 2001, Москва, Россия) — советский и российский поэт, писатель, художник, коллекционер.

## Биография
В 1938 году был призван в армию. Участник Великой Отечественной войны, лейтенант, командир взвода. В 1943 году после третьего тяжёлого ранения уволен в запас, инвалид войны 2-й группы.
Окончил Литинститут (1951). Печатался как поэт с 1934 года в кубанской газете «Красное знамя». Переводчик поэзии народов СССР. Член Союза писателей СССР (1954), член Союза журналистов СССР (1990). Автор поэмы «Летающий мальчик», сборников «Индийские сказки», «Сказки и притчи».
Похоронен на Алексеевском кладбище.

## Награды
- Орден Отечественной войны 1-й степени
- Орден «Знак Почёта»
- Медаль «За победу над Германией в Великой Отечественной войне 1941—1945 гг.»
- Медаль «В память 800-летия Москвы»
- Медаль «За отличие в службе МВД СССР» 1-й степени
- Знак «Отличнник культуры»

## Произведения
Книги стихов:
- Стихи. — М., 1951
- Три слова. — Краснодар, 1951
- Юные патриоты. — М.-Л., 1951
- Хороши малыши. — Краснодар, 1952
- Новые берега. — М., 1953
- Ради жизни. — Краснодар, 1953
- Повесть о Дурове. — Краснодар, 1955
- Жадный Золдар. — М., 1956
- Индийские сказки. — Калинин, 1957
- Мельница счастья. — М., 1957
- Сказки и притчи. — Краснодар, 1958
- Я твой, весна! — М., 1958
- Избранное. — Краснодар, 1959
- Глаза говорят. — М., 1962
- Настроение. — М., 1964
- Стихи. — М., 1964
- След человеческий. Лады. — М., 1966
- Стихи. — М., 1968
- Ожидание. — М., 1969
- Страницы переживаний. — М., 1972
- Эхо любви. — Краснодар, 1974
- Лады. — М., 1975
- Крылья над морем. — М., 1975
- Всегда с тобой. — М., 1976
- Голубиная балка. — М., 1977
- Избр. произведения. — М., 1978
- Стихотворения, поэмы, лады. — М., 1980
- Летающий мальчик. — М., 1981
- Избранное. — М., 1982
- Китоврас. — М., 1988
- Слушая камни. — М., 1989
- Ай да Пушкин. — М., «Брат», 1998.

Пьесы в стихах:
- Военные эшелоны. — М., 1984.